# Just Cause 3
Just Cause 3 è un videogioco d'azione di tipo sparatutto in terza persona open world sviluppato da Avalanche Studios. È stato annunciato l'11 novembre 2014. Terzo titolo della serie Just Cause e sequel di Just Cause 2 del 2010, il gioco è stato pubblicato il 1º dicembre 2015. Nel dicembre 2018 è stato pubblicato il sequel, Just Cause 4.

## Trama
Sei anni dopo gli eventi di Just Cause 2, il mercenario Rico Rodriguez torna nella sua terra natale: Medici, un arcipelago fittizio del Mediterraneo caduto sotto il governo del dittatore Sebastiano Di Ravello. Volendo restituire la libertà alla sua gente, Rico si unisce al movimento della resistenza, capeggiato dal suo vecchio migliore amico: Mario Frigo. 
Dopo aver aiutato Mario a salvare un gruppo di Ribelli dallo sterminio per mano delle truppe del generale, Rico si riunisce ad un'altra vecchia alleata: la scienziata Dimah Al-Masri, considerata il "Cervello della Ribellione". Grazie all'aiuto suo e di Alessia, voce di Radio Rivoluzione, la radio della Ribellione, Rico riesce a liberare la città di Manaea ed a radere al suolo la base militare nonché impianto elettrico di Vis Electra, simbolo del potere di Di Ravello. Furioso per l'affronto subito, il generale invia le sue truppe a bombardare la città di Costa Del Porto, alleata della Ribellione. Riusciti a fuggire in tempo dalla città - messa a ferri e fuoco dalla milizia di Di Ravello con molti civili coinvolti - salgono su un elicottero e scappano nelle regioni più a Sud dell'arcipelago, in attesa che le acque si calmino. Dopo essersi riunito con Mario, Dimah ed i pochi ribelli rimasti, Rico viene a sapere che Di Ravello sta estraendo da Medici un misterioso e pregiato minerale noto come Bavarium, presente solo nell'arcipelago e che intende utilizzarlo per creare l'arsenale più potente mai visto.
Mentre ritira uno scanner per Bavarium sperimentale per Dimah, Rico scopre che anche il suo vecchio contatto all'Agenzia, Tom Sheldon, collabora con la Ribellione. Non fidandosi di Sheldon e credendo che stia aiutando i ribelli per un tornaconto personale, Rico, dopo che lo stesso Sheldon gli aveva chiesto di portargli lo scanner, scopre che il macchinario non funziona e lo consegna rotto all'uomo. Mario e Rico salvano quindi Zeno Antithikara, scienziato e ricercatore del Bavarium che ha disertato dall'esercito di Di Ravello. In risposta, il generale spara un devastante missile alimentato dal minerale indirizzato verso la provincia di Baia, cuore della Ribellione. All'ultimo momento, il protagonista riesce a salire a bordo del missile ed a sabotarlo manualmente, deviandone la traiettoria e spedendolo verso la base di comando di Di Ravello nella regione del sud: la Torre Centrale di Cima Leon, radendola al suolo. I ribelli festeggiano e Rico consegna loro del vino rubato dalla riserva privata del generale.
Qualche mese dopo, il Regime invia una flotta di corvette per attaccare Mario e Dimah mentre sono in mare. Mentre li salva, Rico conosce Annika e Teo, contrabbandieri (la prima di origini svedesi, il secondo sudafricane) assoldati da Dimah. Quando Mario viene ferito gravemente, Annika propone di mettersi al servizio della Ribellione se Rico le consegnerà un Bavarium Imperator, potente carro armato dotato di uno scudo al Bavarium che lo rende invulnerabile ai danni per un certo lasso di tempo. Rico aiuta i due distruggendo anche una raffineria di Bavarium e testando un'arma EMP progettata da Dimah e creata utilizzando i pezzi del carro armato. Tuttavia, i ribelli iniziano a soffrire una serie di sconfitte la cui colpa è attribuita da Rico ad una talpa. In un tentativo di annientare la Ribellione, Di Ravello ordina un assalto su vasta scala a Grotta Contrabandero, base operativa dei ribelli su Insula Dracon. Fortunatamente, Rico riesce a respingere gli assalitori (anche grazie all'EMP) ed a scacciare le forze del generale dall'isola distruggendo la base operativa di Corda Dracon.
Successivamente, Rosa Manuela, politica di Medici e vecchia rivale di Di Ravello ritorna nell'arcipelago per formare un governo opposto al regime. Grazie a lei, Zeno viene poi identificato come la talpa. Con l'aiuto dei due contrabbandieri, Rico distrugge un treno carico di Bavarium che il generale voleva far uscire da Medici e libera i prigionieri ribelli obbligati a lavorare nelle miniere di Di Ravello. Inoltre, insieme a Sheldon (passato definitivamente dalla parte dei ribelli) e Dimah, impedisce ad un aereo da carico contenente una bomba al Bavarium di uscire dall'arcipelago. Dopo aver distrutto la bomba, Sheldon abbandona Medici con l'aereo augurando buona fortuna a Rico. Successivamente, Di Ravello ordina alle sue truppe di attaccare la base dei ribelli; questa mossa si rivela essere un diversivo per far evadere Zeno di prigione. Fortunatamente, Rico insegue l'elicottero dello scienziato e lo abbatte, uccidendolo.
I ribelli effettuano quindi un ultimo, potente attacco a Di Ravello assaltando la sua base centrale situata sulla torre di Falco Maximo. Durante l'attacco, Dimah si sacrifica bombardando con alcuni missili al Bavarium la torre centrale della base dove lei stessa si trovava, cancellando così dalla faccia della terra tutte le informazioni relative al Bavarium, inclusa la sua conoscenza sul minerale. Con la sconfitta delle sue forze, Di Ravello affronta quindi Rico all'interno di un vulcano in uno scontro finale, pilotando il suo velivolo personale: un potentissimo Urga Mstitel dorato, elicottero dall'immensa potenza di fuoco e dotato di uno scudo al Bavarium. Dopo aver distrutto l'elicottero esplode ed il giocatore ha la scelta di uccidere Di Ravello o meno; se si sceglie di non farlo, questi si getterà in una pozza di lava, morendo. Rosa Manuela stabilisce quindi una democrazia su Medici, i contrabbandieri si stabiliscono nell'arcipelago, Mario apre una concessionaria (poi citata anche in Just Cause 4) e Rico si gode una momentanea vacanza.

## Personaggi
- Rico Rodriguez: già protagonista degli altri Just Cause, dove faceva parte dell'agenzia governativa chiamata "I Servizi" (o L'Agenzia) in questo capitolo lascia quest'ultimi per tornare nella sua isola natale, l'arcipelago mediterraneo di Medici, soggiogato alla dittatura di Sebastiano Di Ravello. Il suo compito sarà porre fine al suo regime dittatoriale. È molto legato all'amico di infanzia Mario Frigo. Ascoltando gli audio-diari di Di Ravello nel corso della trama, si viene a sapere che in passato Rico era un famoso pilota di Formula 1, celebre in tutto l'arcipelago di Medici. Rico è equipaggiato di una versatile tuta alare, un paracadute e un rampino che permettono al giocatore una notevole libertà di movimento all'interno del mondo di gioco. È stato definito da Di Ravello come "un ingenuo moccioso armato di corda (rampino) e abito da scoiattolo (tuta alare). Doppiato da Claudio Moneta.
- Generale Sebastiano Di Ravello: antagonista principale del gioco, controlla tutta l'arcipelago di Medici ed è ossessionato dal dominio del mondo intero dopo aver scoperto che l'arcipelago è ricco di un minerale molto raro e potente, il Bavarium, che ha deciso di usare per creare armi, elicotteri da guerra e carri armati (questi ultimi due equipaggiati anche di uno scudo). Il suo stile governativo è probabilmente ispirato alla dittatura di Enver Hoxha sull'Albania, nel XX secolo. È un dittatore ispirato a Mussolini, Gaddafi, Stalin, Franco e Lukashenko. Inoltre in una missione rivela di aver reso orfano Rico per richiesta di Tom Sheldon. Per consolidare il suo potere Di Ravello strinse un patto con la Mano Nera, la quale in cambio gli fornì militari addestrati e armi. È estremamente irascibile e non esiterebbe a uccidere i suoi uomini per arrivare ai suoi scopi. Nei suoi numerosi audio-diari viene accuratamente descritta la sua ascesa al potere. Doppiato da Oliviero Corbetta.
- Mario Frigo: Di origini italiane, è un amico d'infanzia di Rico, è un aiutante dei ribelli. Portando un qualsiasi veicolo in uno dei suoi garage, lo si potrà richiedere in qualsiasi momento. Ha un carattere tipico degli stereotipi italiani. Apparentemente vive a casa della nonna, nella cui casa assembla da anni un'auto sportiva che la nonna non sopporta. È un tipo un po' impacciato, ma se c'è da combattere non si tira indietro, se questo significa arrendersi a Di Ravello. Doppiato da Matteo Zanotti.
- Tom Sheldon: Già comparso in Just Cause 2 al fianco di Rico, è un anziano agente dei "Servizi" apparso sin dalla prima missione. Ci chiederà alcuni favori per I Servizi come portargli uno scanner al Bavarium (cosa che Rico farà, anche se ormai rotto) e altro.  Nella missione "Una strada lunga e difficile" Di Ravello (con il quale, si scopre, essere in combutta da ormai 20 anni, in un'alleanza con gli USA, mandata in fumo proprio da Rico) rivela che, per richiesta di Sheldon, ha reso orfano Rico. Doppiato da Marco Balzarotti.
- Annika Svennson e Teo: Due mercenari che si uniranno alla causa ribelle dopo essere stati convinti da Dimah. Inizialmente scettici, si affezioneranno a Rico e i ribelli e prenderanno parte agli assalti e le missioni contro Di Ravello. Doppiati da Emanuela Pacotto e Diego Baldoin.
- Dimah Al-Masri: scienziata al servizio dei Ribelli in parte sfregiata sul volto. Da un dialogo con Rico si evince che precedentemente fosse un agente sul campo, per poi ritirarsi dopo essere stata salvata da Rico in Perù. Ha un carattere molto strano e bizzarro tanto da farla sembrare pazza. Nella penultima missione del gioco, "Distruttore di mondi" nella torre della base di Falco Maximo, decide si sacrificarsi morendo dopo che la torre verrà colpita da dei missili al Bavarium. Doppiata da Renata Bertolas.
- Rosa Manuela: Dissidente politica, prima della presa del potere di Di Ravello era una carismatica leader politica, che aveva già ottenuto numerosi consensi fra la popolazione; ma proprio per questo motivo venne esiliata da Di Ravello, temendone la popolarità e una sua possibile frapposizione ai suoi piani. Fuggì in tempo prima di essere uccisa dagli scagnozzi del dittatore e trovò rifugiò in Sud America. Non teme il pericolo, né esprimere le proprie idee ed è sua intenzione rifondare un governo giusto e democratico a Medici. Doppiata da Caterina Rochira.
- Alessia: Conduttrice radiofonica per la Ribellione, informa la popolazione delle recenti città e/o regione appena liberate da Rico e i ribelli. Inoltre fornirà dei pareri in merito ai veicoli che si portano ai garage di Mario. Spesso ci indica inoltre alcune missioni secondarie da portare a termine, come ad esempio liberare un commilitone catturato dai militari o eliminare "silenziosamente" una talpa facendola schiantare con la limousine. Doppiata da Chiara Francese.
- Eden : Antagonista principale del DLC "Fortezza dei Cieli", è un software capace di pensare liberamente e di comandare un esercito di droni che minacciano Medici. Essa ha eliminato tutti gli scienziati che lavoravano assieme a lei, per poter giungere al suo scopo, estrarre il Bavarium dall'isola. Sarà compito di Rico sconfiggerla. Originariamente Eden Callaghan era una scienziata, fondatrice della eDEN Corporation con lo scopo di rendere il mondo migliore sfruttando nuove risorse ed energie all'avanguardia. L'IA dell'azienda, che la scienziata rinominò con il suo stesso nome, però, andò fuori controllo e, sentendosi minacciata, uccise tutti i ricercatori abbassando le temperature sotto i 50°. Doppiata da Stefania Patruno.

## Nemici
Nell'arcipelago di Medici sono presenti due forze armate, "L'esercito di Medici" e "La Mano Nera". Ogni fazione predispone di vari tipi di soldati, riconoscibili dalle loro divise e/o armature. 

### Esercito di Medici
- Soldato semplice: si possono incontrare pressoché ovunque e sono i nemici standard del gioco, abbastanza semplici da sconfiggere.
- Truppa d'elite: Soldati molto più forti e preparati di quelli semplici, vengono chiamati quando il livello d'allerta è superiore a 2. Alcuni di essi sono inoltre armati di un potente fucile a pompa.
- Soldato in motocicletta: soldati che si spostano usando una motocicletta e quindi più avvantaggiati nell'inseguire Rico; sono però armati in modo più leggero.
- Cecchino: un cecchino che normalmente si nasconde in zone sopraelevate, come ad esempio le torrette d'avvistamento. Quando stanno per sparare, apparirà un puntatore rosso su ciò che stanno mirando. Il suo colpo può arrestare Rico per qualche secondo, lasciandolo esposto al fuoco nemico.
- Soldato armato di RPG: soldati armati di lanciamissili, se non eliminati subito, possono rivelarsi una spina nel fianco per Rico. Il loro puntatore, a differenza di quello dei cecchini, è verde.
- Milizia DRM: militanti della DRM (Di Ravello Milizia) che presidiano le città, assumendo il controllo delle centrali di polizia; rispetto ai militari sono meno preparati e non costituiscono un grosso pericolo per Rico, tranne per il fatto che sono più numerosi. Se ne possono distinguere tre unità: il soldato semplice, l'unità Élite, più corazzata, ed infine il capitano, che si trova normalmente nelle città più grandi, che è necessario sconfiggere per liberare la città. Talvolta si possono notare delle pattuglie della DRM ai lati delle strade intenti ad arrestare dei cittadini e/o a perquisirli.

### La Mano Nera
- Soldato Aegis: truppa standard, molto potente e resistente, sono nemici molto ostici, dovuto anche alla loro preparazione. Si trovano in tutte le maggiori basi di Medici a partire da Corda Dracon. Sono caratterizzati da un'armatura nera e maschera.
- Fantasma: Nemici molto resistenti ed estremamente agili, sono armati leggeri, ma possono schivare i colpi di Rico compiendo acrobazie sul campo di battaglia.
- Titano: È forse il soldato più forte della Mano Nera, armato di una potente mitragliatrice e indossa un'armatura estremamente dura, capace di assorbire un intero caricatore di un fucile d'assalto e che li protegge dal rampino di Rico. Sono però dei nemici molto rari che si trovano perlopiù nelle basi più grandi.

## Modalità di gioco
La mappa dell'arcipelago situato nel Mediterraneo di Medici ha una dimensione di 400 miglia2 e si ispira ai paesaggi delle tipiche isole del Mediterraneo. Il terreno volumetrico è aumentato per consentire più verticalità. La mappa di gioco può essere suddivisa in tre isole principali: Insula Fonte, Insula Dracon e Insula Striate, ognuna con una sua base di controllo. Sono presenti inoltre un vulcano ed un'isola lontana chiamata Boom Island. 
Un aspetto importante nel gioco è la distruttibilità della mappa. Strade, ponti, antenne, statue ed edifici si potranno distruggere in diversi modi: attaccandolo con un rampino e collegarlo a un'auto per poi usare questa per farlo cadere, facendolo esplodere con del C4 e altri svariati modi. Si possono agganciare due auto con il rampino per farle schiantare.
Proseguendo nel gioco sarà possibile far saltare in aria (sia in modalità libera sia durante le missioni) basi militari, petrolifere o aeroporti militari di Ravello. Queste strutture saranno molto complicate da distruggere poiché arriveranno sempre più rinforzi e si dovranno demolire anche altri elementi (cisterne, turbine, antenne, trasformatori). Portando, inoltre, i veicoli in uno dei garage di Mario Frigo (amico di Rico, personaggio principale dei ribelli) e sbloccando nuove armi, si potranno richiedere in qualsiasi momento lanciando un trasmettitore in un'area abbastanza grande per lasciare i veicoli (velivoli o barche) che arriveranno dal cielo sotto forma di container (questo solo dopo aver completato la missione "I rifornimenti ribelli di Mario", una delle prime missioni) con l'opzione "Lancio ribelle".
C'é, poi, una vasta varietà di veicoli ispirati a quelli reali, dagli scooter che ricordano la Vespa ai caccia militari. Inoltre c'è un mod menù (da non confondere con le mod della community) nel quale le "mod" che si sbloccheranno durante il gioco si potranno attivare e disattivare e consistono in turbo alle auto o aumento di potenza della armi (es. Proiettili esplosivi). Nell'arcipelago di Medici è presente una lingua artificiale, l'Interlingua, un incrocio tra italiano e spagnolo. Inoltre vi è una classifica online in tempo reale che segnerà i vostri tempi record nelle gare (soltanto se si è connessi a una rete Internet) ecc. Nel gioco non è presente una modalità multiplayer online ma gli sviluppatori della mod multigiocatore di Just Cause 2 sono riusciti a creare una mod che permette l'utilizzo del multiplayer in gioco.

## Easter egg
Nel gioco sono presenti molti easter eggs, alcuni fra questi sono:
- Pupazzo di neve: Nella regione di Costa Sud è possibile trovare in una spiaggia un pupazzo di neve e se ci si avvicina Rico esclamerà "So we meet again, Mr. Snowman" ("Così ci rincontriamo, signor pupazzo di neve");
- Spada di Cloud: Nella parete di una montagna nella regione di Montana è possibile trovare la spada di Cloud, eroe del celebre videogioco Final Fantasy VII.
- Papera gonfiabile: Nella regione di Val del Mar in una spiaggia si può trovare una papera gigante gonfiabile che si potrà anche guidare;
- Martello di Thor: Nella montagna più alta della regione di Grande Pastura vi è un cratere al centro del quale si trova il famoso martello del personaggio della Marvel Comics, Thor;
- Monorotaia dei Simpson: Nella regione di Maestrale si trova un treno in movimento che va in fiamme e se ci si sale sopra sulla mappa nel mare ci saranno dei punti chiamati come alcuni luoghi presenti nella serie animata I Simpson: Ogdenville, North Haverbrook, Brockway, (in realtà si può anche salire su un treno normale e staccare tutti i vagoni rimanendo solo sulla locomotiva) ovvero un riferimento all'episodio Marge contro la monorotaia. Recandosi in uno qualsiasi di quei luoghi si troverà un elicottero anfibio e un'arma tra quelle "speciali"
- Toy car: in un determinato luogo della regione di Aspera si può trovare una automobile a pedali (o giocattolo) che si portà guidare nonostante sia molto lenta (tranne in discesa);
- Cani smarriti: nella regione di Massos, precisamente nella città di Soliana, tra dei veicoli abbandonati è possibile trovare un piccolo cane che vi seguirà fino all'altra parte della strada, dove si trova la sua cuccia.
- Testa gigante: nel villaggio di Vico Platessa si può trovare vicino al tetto di un'abitazione una pistola speciale, con munizioni infinite, che però non farà danno, bensì gonfierà la testa di colui che verrà colpito.
- Sopravvissuto nell'isola del vulcano: si può trovare sull'omonima isola un uomo che vive da solo come un naufrago, chiara citazione da Cast Away.
- Targhe delle automobili: su alcune targhe dei veicoli presenti nel gioco, si può notare la dicitura "4VAL NCH", riferendosi naturalmente allo studio che ha sviluppato il gioco, Avalanche Studios.

## Distribuzione
Il gioco è stato pubblicato il 1º dicembre 2015 per PlayStation 4, Xbox One, Microsoft Windows. Square Enix al New York Comic Con 2015 e al Gamescom 2015 ha annunciato che i giocatori che hanno acquistato il gioco su Xbox One avranno una copia retrocompatibile di Just Cause 2 per Xbox 360. Inoltre chi acquisterà il gioco il giorno dell'uscita entreranno in un concorso indetto da Avalanche e da Square Enix in cui i giocatori dovranno fare più distruzione nel gioco per arrivare in cima alla classifica. Il vincitore otterrà in premio un'isola reale o 50.000 dollari. Il concorso non è disponibile in Europa. Durante i primi giorni d'uscita sono stati riscontrati problemi alla versione PC risolti con una patch dagli sviluppatori.
Una fonte annuncia la realizzazione di un film che si ispira al videogioco sparatutto, prodotto da Adrian Askarieh.

## Contenuti scaricabili
Just Cause 3 possiede il suo season pass  ""Aria, terra e mare"" che contiene i seguenti 3 pacchetti di espansione (acquistabili anche separatamente) e un'esclusiva skin fiammeggiante per tuta alare e paracadute.

### Sky Fortress
- Possibilità di usare la letale tuta alare al bavarium di Rico.
- Nuova location: Fortezza dei cieli e il suo terribile esercito di droni.
- Il pacchetto include nuove missioni, sfide, il fucile d'assalto sputabavarium e uno speciale drone cacciatore per la tua difesa personale.

### Land Mech Assault
- Una nuova location: L'isola di Lacrima.
- Salva i prigionieri di Lacrima e armali per farti aiutare nelle nuove missioni.
- Nuovi veicoli: due tipi di potenti Mech.
- Una nuova arma antigravitazionale GRIP per attirare gli oggetti intorno a sé.
- Possibilità di chiamare un Mech controllato dal computer perché ti aiuti.
- Una nuova potente arma: il Fucile al Nucleo di Bavarium.

### Bavarium Sea Heist
- Una nuova location da liberare: Scolio, la zona costiera di Medici che ospita le stazioni di ricerca della Eden e la misteriosa base "Stingray".
- Un nuovo veicolo: "Razzoscafo" dotato di mitragliette e lanciamissili a bersaglio multiplo per sconfiggere la temibile flotta della Mano Nera.
- Una nuova arma: la devastante sparafulmini "eDEN Spark" .
- Nuove missioni e sfide.

Just cause 3 oltre a queste 3 espansioni principali possiede numerosi contenuti scaricabili minori:
- Just Cause™ 3 - Combat Buggy
- Just Cause™ 3 - Mini-Gun Racing Boat
- Just Cause™ 3 - Rocket Launcher Sports Car
- Just Cause™ 3 - Final Argument Sniper Rifle
- Just Cause™ 3 - Capstone Bloodhound RPG
- Just Cause™ 3 DLC: Kousavá Rifle

## Accoglienza
| Testata                          | Versione  | Giudizio |
| -------------------------------- | --------- | -------- |
| Metacritic (media al 23-11-2020) | PS4       | 74/100   |
| Metacritic (media al 23-11-2020) | XOne      | 71/100   |
| Metacritic (media al 23-11-2020) | PC        | 75/100   |
| Multiplayer.it                   | PC        | 7.8/10   |
| IGN (USA)                        | PS4       | 5.9/10   |
| IGN (USA)                        | XOne      | 5.9/10   |
| IGN (USA)                        | PC        | 8/10     |
| IGN (ITA)                        | PS4       | 7.3/10   |
| Gamesurf                         | PS4, XOne | 7/10     |
| Everyeye.it                      | PC        | 7.5/10   |
| SpazioGames.it                   | PC        | 7.5/10   |
| Gamesvillage.it                  | PC        | 8.9/10   |

I voti della stampa internazionale sono stati abbastanza positivi.
Everyeye.it lo ha definito come "Un pantagruelico festino esplosivo". La testata italiana SpazioGames.it ha lodato il titolo per il gameplay divertente e caciarone, i dialoghi divertenti, la caratterizzazione dei personaggi, criticandolo però per la ripetitività delle missioni, il comparto tecnico non eccelso (il gioco è stato testato con una scheda grafica Nvidia GTX 980 faticando a tenere i 60 frame per secondo) ritenendolo "Un titolo in cui il cervello lascia spazio all'odore di tritolo".
Ad settembre 2016 il gioco ha venduto 2,82 milioni di copie, di cui la maggior parte per PlayStation 4 e sul territorio europeo.

## Edizioni

### Collector Edition
Questa edizione, i cui contenuti sono stati scelti dai fan, prevede:
- Una copia di Just Cause 3 Day One Edition;
- Una replica del rampino di Rico;
- Un codice per riscattare il DLC Pacchetto veicoli armati;
- Una mappa dell'arcipelago mediterraneo italiano di Medici;
- Un artbook di 32 pagine con copertina rigida;